# Aeropuerto Internacional de Belém
El Aeropuerto Internacional de Belém o el Aeropuerto de Belém (IATA: BEL, OACI: SBBE) es un aeropuerto internacional que se encuentra en la ciudad de Belém, Pará, Brasil. Gestiona el tráfico aéreo nacional e internacional de Belém.
En 2007 utilizaron el aeropuerto 2,119,151 pasajeros y 40,946 vuelos, haciendo que este sea el aeropuerto más activo del norte del Brasil.
Tiene una superficie de 33.255,17 m²

## Historia
El Aeropuerto Internacional de Belém fue fundado en los territorios que formaba la hacienda Val-de-Cans, perteneciente a la familia Mendonça. Estos terrenos fueron donados a los padres Mercedarios en 1675, pero en 1798 fueron expropiados mediante un decreto real.
En 1934, el General Eurico Gaspar Dutra, director de la Aviación Militar, ordenó que se buscase en Val de Cans un sitio óptimo para la construcción de un aeropuerto. El 3 de octubre de 1938 se seleccionó oficialmente el lugar exacto. Inicialmente se construyó una pista de aterrizaje de 1200 m x 150 m, así como un hangar para guardar los aviones.
Con la llegada de la Segunda Guerra Mundial, el aeropuerto de Belém se convirtió en escala de cientos de aviones estadounidenses y canadienses, que repostaban en la ciudad para luego continuar su viaje hasta el norte de África y Europa. El gobierno de Brasil logró obtener a cambio la ayuda norteamericana para construir dos pistas adicionales de 1500 m x 45 m, así como instalaciones mínimas para atender a personal militar y civil.
En 1945 los norteamericanos dejaron de utilizar el aeropuerto, y en su lugar llegaron las aerolíneas Panair do Brasil, Pan American, Cruzeiro do Sul y NAB (Navegação Aérea Brasileira), que iniciaron el transporte de pasajeros utilizando sus propias terminales. En 1958 se inauguró la primera terminal general.
El 24 de enero de 1959, el Aeropuerto de Belém fue declarado aeropuerto internacional.
Fue ampliado en el 2001 por el arquitecto Sérgio Parada. En el 2006 se movilizaron 1.776.008 pasajeros, lo que significa un incremento de pasajeros en 48% en cuatro años.

## Aerolíneas y destinos

### Destinos
| Aerolíneas                     | Ciudades | Alianza       |
| ------------------------------ | --- | ------------- |
| Air France 1 destino           | Internacional: (1) Cayena | SkyTeam       |
| Avianca 1 destino              | Internacional: (1) Bogotá (Inicia el 27 de octubre del 2025) | Star Alliance |
| Azul Líneas Aéreas 22 destinos | Nacionales: (21) Almeirim / Altamira / Belo Horizonte / Boa Vista / Breves / Campinas / Carajás / Fortaleza / Imperatriz / Macapá / Manaos / Marabá / Monte Dourado / Paragominas / Porto de Moz / Recife / Santarém / São Luís / Salinópolis / São Paulo-GRU / Tucuruí Internacional: (1) Fort Lauderdale | N/A           |
| Gol Linhas Aéreas 8 destinos   | Nacionales: (7) Brasilia / Fortaleza / Macapá / Manaos / Río de Janeiro-GIG / Santarém / São Paulo-GRU Internacional: (2) Miami / Paramaribo | N/A           |
| LATAM Brasil 6 destinos        | Nacionales: (6) Brasilia / Fortaleza / Macapá / Manaos / São Paulo-GRU | N/A           |
| TAP Portugal 1 destino         | Internacional: (1) Lisboa | Star Alliance |

### Destinos internacionales
| Ciudades por países | Nombre del aeropuerto                                 | Aerolíneas                                | Aeronave     |              |
| Norteamérica        | Norteamérica                                          | Norteamérica                              | Norteamérica | Norteamérica |
| ------------------- | ----------------------------------------------------- | ----------------------------------------- | ------------ | ------------ |
| Estados Unidos      |                                                       |                                           |              |              |
| Fort Lauderdale     | Aeropuerto Internacional de Fort Lauderdale Hollywood | Azul Líneas Aéreas                        | A320N        |              |
| Miami               | Aeropuerto Internacional de Miami                     | Gol Linhas Aéreas                         | B38M         |              |
| Suramérica          |                                                       |                                           |              |              |
| Colombia            |                                                       |                                           |              |              |
| Bogotá              | Aeropuerto Internacional El Dorado                    | Avianca (inicia el 27 de octubre de 2025) | A320         |              |
| Guayana Francesa    |                                                       |                                           |              |              |
| Cayena              | Aeropuerto de Cayenne-Rochambeau                      | Air France                                | A320         |              |
| Surinam             |                                                       |                                           |              |              |
| Paramaribo          | Aeropuerto Internacional Johan Adolf Pengel           | Gol Linhas Aéreas                         | B737, B738   |              |
| Europa              |                                                       |                                           |              |              |
| Portugal            |                                                       |                                           |              |              |
| Lisboa              | Aeropuerto de Lisboa                                  | TAP Portugal                              | A321LR       |              |

### Aerolíneas de carga
| Compañías           | Destinos                     |
| ------------------- | ---------------------------- |
| LATAM Cargo Brasil  | Manaos / São Paulo-Guarulhos |
| Total Líneas Aéreas | Brasília                     |